# Sergej Ivanovič Gagarin
Sergej Ivanovič Gagarin, in russo Сергей Иванович Гагарин? (Mosca, 17 gennaio 1777 – Mosca, 4 dicembre 1862), è stato un nobile, politico, diplomatico e imprenditore agricolo russo.
Fratello del diplomatico Grigorij Ivanovič Gagarin, fu consigliere privato e ciambellano dell'impero russo, uno degli ultimi a ricoprire tale carica insieme al conte Friedrich von der Pahlen.

## Biografia

### La carriera

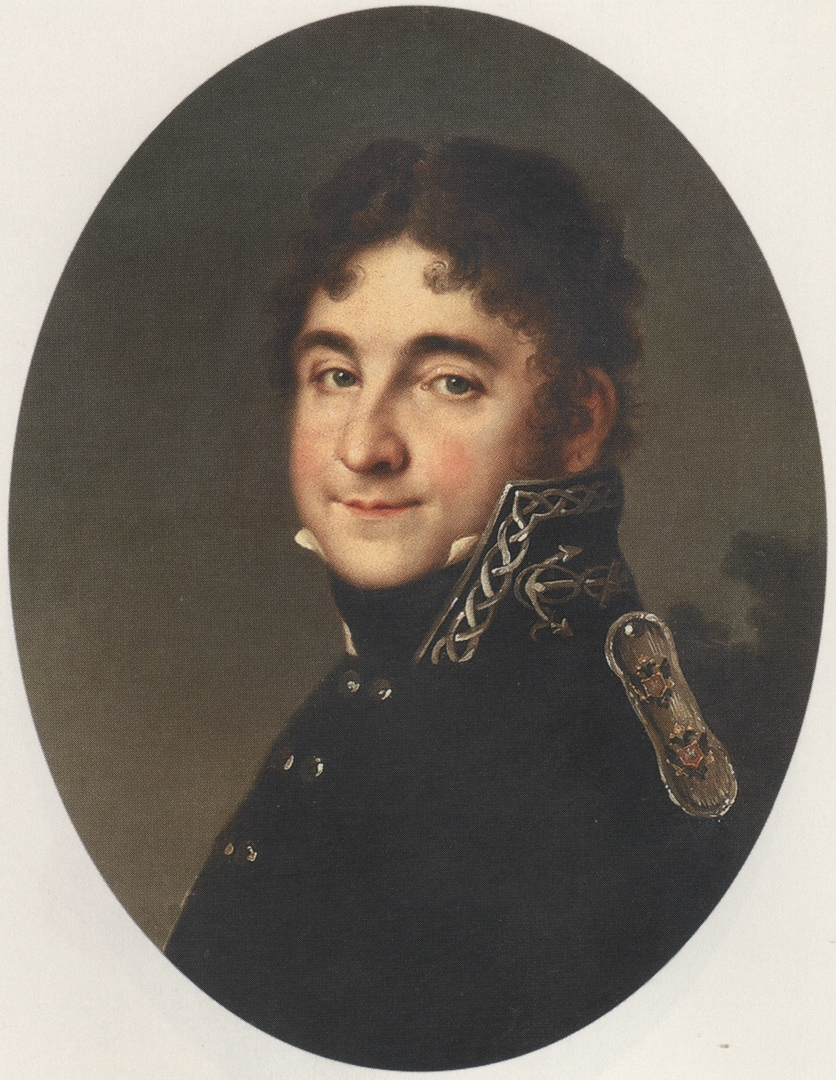
Ritratto del principe Gagarin del 1808 con l'uniforme da direttore della Scuola di Architettura Navale

Uno dei tanti nipoti del principe Sergej Vasil'evič Gagarin, era figlio del capitano di flotta principe Ivan Sergeevič Gagarin (1752-1810) e di sua moglie Maria (1750-1804), figlia del principe Alexej Volkonsky e di Margarita Rodionovna Kosheleva.
Intrapresa la carriera militare seguendo le orme del padre, nel 1787 venne arruolato nel reggimento Preobrazhensky, da dove il 16 marzo 1790 venne trasferito come sergente delle guardie a cavallo. L'11 novembre 1795 si licenziò dall'esercito col grado di maggiore, decidendo di intraprendere la carriera diplomatica. Prestò quindi servizio al ministero degli esteri come assessore. Nel gennaio del 1799 ottenne l'incarico di ciambellano presso la corte della granduchessa Elena Pavlovna. Nel luglio del 1802, il principe Gagarin venne assegnato all'ambasciata napoletana, dove prestò servizio per tre anni. Nel 1805 venne nominato direttore della Scuola di Architettura Navale dell'Ammiragliato russo. Nel 1807 venne promosso consigliere privato dell'imperatore e all'inizio del 1811 venne nominato senatore. 
Dopo un lungo periodo di stallo senza incarichi dal 1817 al 1826, venne incaricato della gestione dell'orfanotrofio di Mosca. Nell'aprile del 1827 venne nominato membro del consiglio della scuola dell'Ordine di Santa Caterina a Mosca ed insignito del titolo di tutore onorario. 
Il 19 luglio 1831 venne promosso consigliere privato effettivo. Nel dicembre del 1842 divenne membro del consiglio di stato per quanto riguarda le istituzioni educative femminili nella capitale ed ottenne poco dopo la direzione dell'orfanotrofio Alexandrinsky. Nel gennaio 1851, a causa della vecchiaia e dei suoi problemi di salute, gli venne concesso di ritirarsi mantenendo onorificamente i propri titoli.

### La passione per l'agricoltura
Oltre al servizio pubblico, il principe Gagarin dedicò la maggior parte del suo tempo libero alla sua passione per l'agricoltura. Fu uno dei fondatori della Società agricola di Mosca, di cui fu vicepresidente dal 1823, presidente dal 1844 e presidente onorario dal 1860; pubblicò diversi articoli nei periodici della società e divenne anche presidente della Russian Society of Gardening Amateurs.
Dal 1818, Gagarin era proprietario della tenuta di Yasenevo, nella cui chiesa il 9 luglio 1822 ebbe luogo il matrimonio di Maria Nikolaevna Volkonskaya col tenente colonnello Nikolai Ilyich Tolstoj, genitori dello scrittore Lev Tolstoj. All'interno dei propri possedimenti introdusse con coraggio nuovi metodi agrotecnici con serre, grandi varietà di alberi da frutto e alberi autoctoni e provenienti dall'estero, introducendo con successo anche vaste coltivazioni di fragole, lamponi e ribes che venivano poi vendute sul mercato di Mosca.
A Mosca abitò nel palazzo che era stato di Aleksandr Romanovič Voroncov, riunendo nel proprio salotto culturale personaggi del rango di Nikolaj Michajlovič Karamzin e Ivan Ivanovič Dmitriev.
Il principe Gagarin morì il 4 dicembre 1862 nella sua tenuta Yasnevo, senza lasciare testamento, e fu sepolto nel monastero di Novodevičij, accanto a sua moglie.

## Matrimonio e figli
Sergej Ivanovič Gagarin sposò il 29 aprile 1812 la nobile Varvara Mikhailovna Pushkina (1779-1854), figlia dello scrittore e traduttore Mikhail Alekseevich Pushkin (1749-1793) e di sua moglie, Natalia Abramovna Volkonskaya (1746-1819). La coppia ebbe insieme due figli e tre figlie, di cui solo due raggiunsero l'età adulta:
- Natalia (1813-1815)
- Ivan (1814-1882), divenuto poi sacerdote cattolico gesuita, scrittore e teologo in Francia.
- Maria (1815-1902), sposò nel 1840 il general di fanteria Sergei Petrovich Buturlin (1803-1873). Dopo la morte di suo padre, ereditò la maggior parte dei beni paterni, essendo il fratello maggiore interdetto dai propri diritti essendosi convertito al cattolicesimo.
- Natalia (1817-1831)
- Mikhail (1818-1819)